# Halhjem
Halhjem (auch Haljem) ist eine Siedlung in der Kommune Bjørnafjorden in der norwegischen Provinz Vestland. Der kleine Ort hatte 991 Einwohner im Jahre 1999; er ist jedoch seit 2001 Teil der unmittelbar nördlich gelegenen Stadt Osøyro, und seine Bevölkerung wird seither dort mitgezählt.

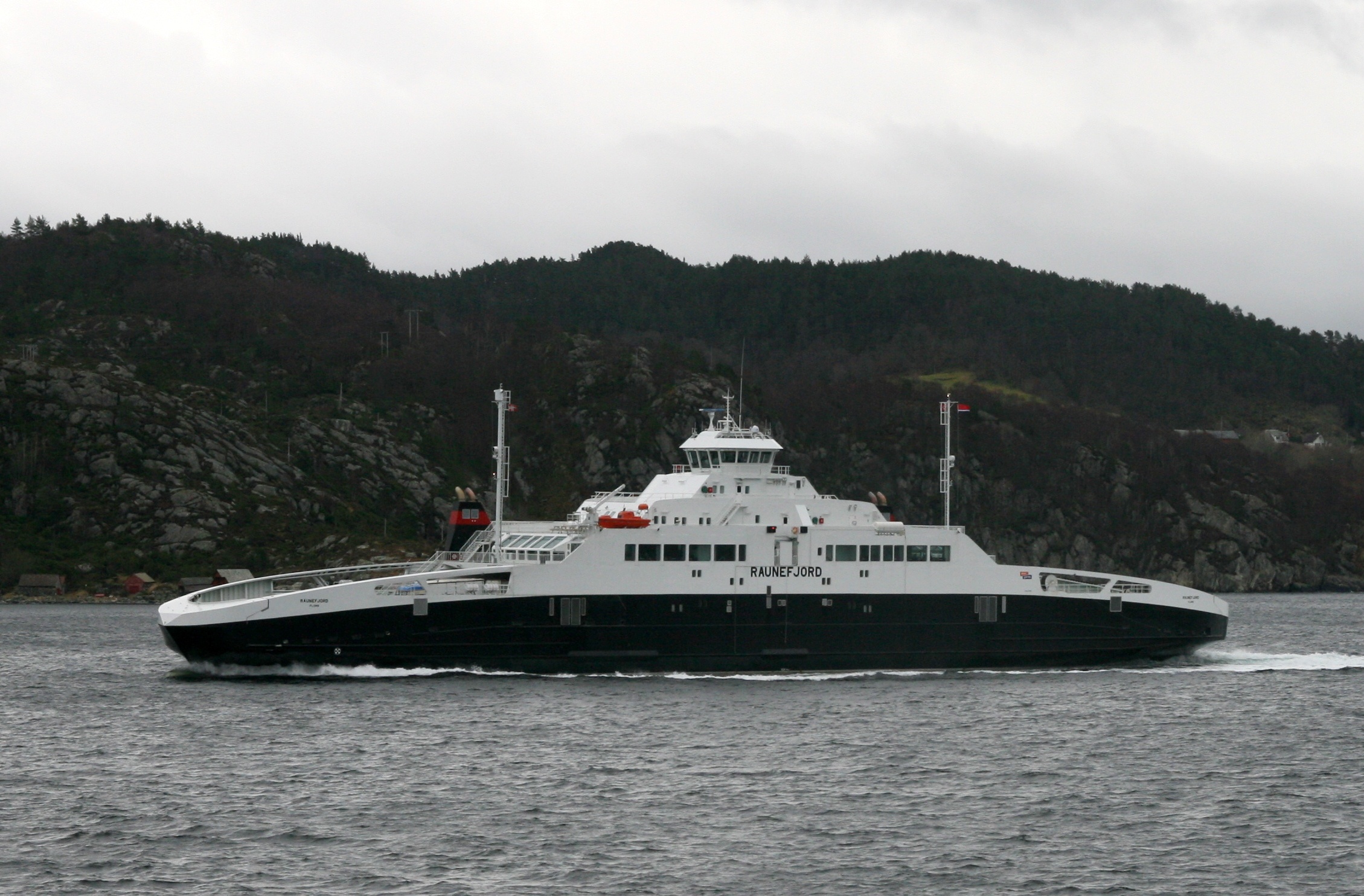
Die Fähre Raunefjord, 2008

Halhjem liegt am Nordufer des Bjørnafjords und auf dem südwestlichen Ende der Bergen-Halbinsel („Bergenshalvøya“), etwa 30 km südlich des Stadtzentrums von Bergen, und ist wegen seines wichtigen Fähranlegers von verkehrstechnischer Bedeutung. Die von Bergen kommende und durch Osøyro verlaufende Europastraße 39 endet hier am Ufer des Fjords, und der Verkehr wird daher vom Fährterminal im Norden von Halhjem in etwa 40-minütiger Fahrt von Doppelendfähren der Bergensfjord-Klasse die 22 km bis nach Sandvikvåg auf der Insel Stord gebracht, wo die E 39 nach Haugesund und Stavanger weiterführt.
Eine zweite Fährverbindung geht von Halhjem südöstlich nach Våge auf der Insel Tysnesøy in der Kommune Tysnes.
Koordinaten: 60° 9′ N, 5° 26′ O